# Fumio Watanabe

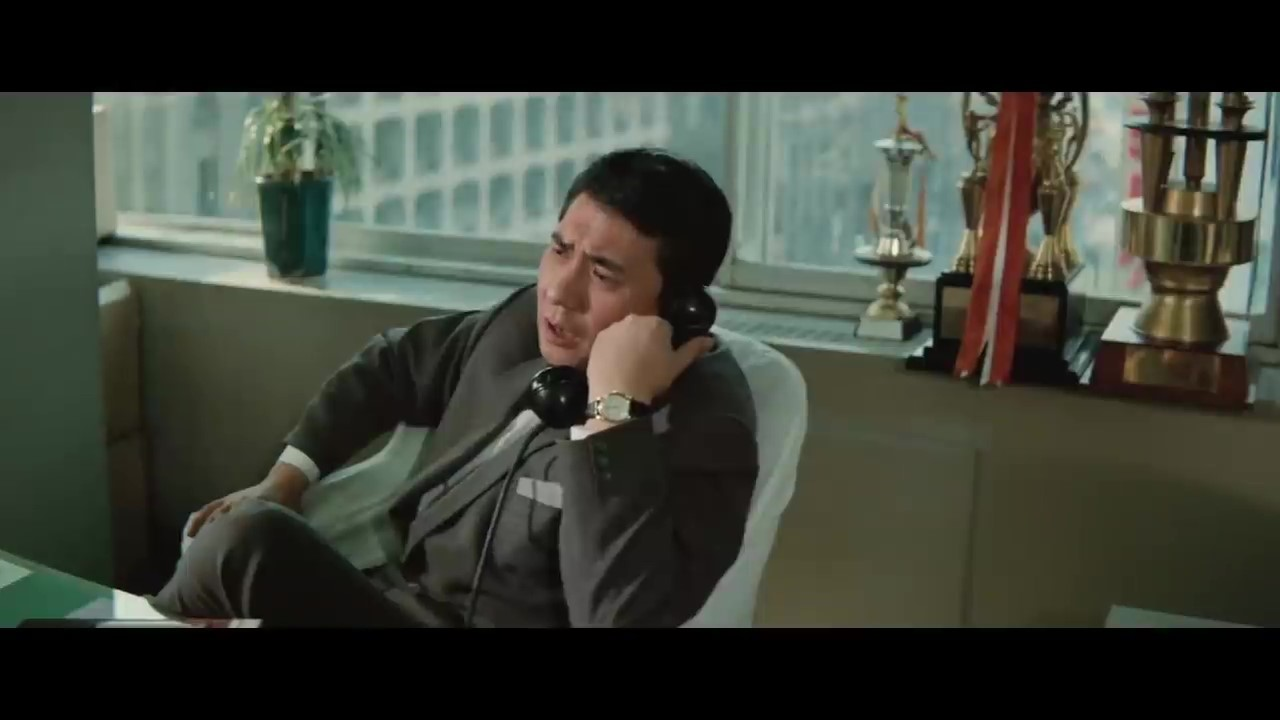

Fumio Watanabe (jap. 渡辺 文雄, Watanabe Fumio; * 31. Oktober 1929 in Tokio; † 4. August 2004) war ein japanischer Schauspieler.

## Leben
Nachdem Watanabe an der Universität von Tokio studiert hatte, begann er seine Film-Karriere 1956 im Studio Shochiku.
Ab diesem Zeitpunkt bis ins Jahr 2001 wirkte er in über 80 Filmen und Fernsehserien mit, unter anderem bei den ersten beiden Filmen der Sasori-Reihe mit Meiko Kaji, in der er den sadistischen Gefängnisdirektor Goda spielte.
Des Weiteren wirkte er in Werbespots von Kikkoman und Taiho mit.
Watanabe war mit C. W. Nicol befreundet.
Im Jahr 2004 starb Watanabe an Leberkrebs.

## Filmografie (Auswahl)
- 1959: Barfuß durch die Hölle – 2. Teil: Die Straße zur Ewigkeit (Ningen no jôken)
- 1960: Das Grab der Sonne (Taiyō no hakaba)
- 1968: Tokugawa – Gequälte Frauen (Tokugawa onna keibatsu-shi)
- 1969: Der Junge (Shōnen)
- 1972: Okami – Das Schwert der Rache (Kozure ōkami: Ko o kashi ude kashi tsukamatsuru)
- 1972: Sasori – Scorpion (Joshū 701-gō: Sasori)
- 1972: Sasori: Jailhouse 41 (Joshū sasori: Dai-41 zakkyo-bō)
- 1974: Der Wildeste von Allen (Gekitotsu! Satsujinken)
- 1975: Panik im Tokio-Express (Shinkansen Daibakuha)
- 1975: Deep Throat in Tokyo (Tōkyō dīpu surōto fujin)
- 1982: Kidnap Blues (Kidonappu burūsu)
- 2001: Junjō shōtengai: Yūrei satsujin jiken